# Абачараев, Рамазан Закирович
Рамаза́н Заки́рович Абачара́ев (род. 17 января 1973, Буйнакск) — российский тренер по боксу, промоутер и спортивный функционер. Личный тренер и промоутер чемпиона мира среди профессионалов Султана Ибрагимова, президент промоутерской компании Golden Graine Promotion, заслуженный тренер России (2000). Также известен как вице-президент Федерации бокса России (2000—2004) и вице-президент АИБА (2002—2004).

## Биография
Рамазан Абачараев родился 17 января 1973 года в городе Буйнакске, Республика Дагестан. 
В 1998 году занялся подготовкой молодого многообещающего боксёра Султана Ибрагимова, который пришёл к нему от ростовского тренера Анатолия Черняева. Год спустя Ибрагимов одержал победу на чемпионате России в Челябинске, а ещё через год завоевал серебряные медали на чемпионате Европы в Тампере и на летних Олимпийских играх в Сиднее. За эти выдающиеся достижения по итогам сезона Абачараев был удостоен почётного звания «Заслуженный тренер России».
На чемпионате России 2001 года в Саратове Ибрагимов вновь стал лучшим боксёром страны в первой тяжёлой весовой категории, после чего получил бронзу на чемпионате мира в Белфасте.
Когда в 2002 году Султан Ибрагимов решил попробовать себя в профессиональном боксе, Рамазан Абачараев продолжил работать с ним, создав для его продвижения собственную промоутерскую компанию Golden Graine Promotion. Их сотрудничество впоследствии длилось почти на протяжении десяти лет в течение всей профессиональной карьеры Ибрагимова — боксёр за это время завоевал и защитил титул чемпиона мира среди профессионалов.

Постоянно на связи с Рамазаном Абачараевым, которого считаю своим братом. Он и его семья с самого начала моей карьеры помогали мне и в боксе, и в жизни. Рома всегда был рядом. Когда я перешёл в профессионалы, он стал моим промоутером. Я слишком многим ему обязан! Не будь его поддержки, не состоялся бы и я как боксёр, а такое нельзя забывать. Сейчас видимся, к сожалению, реже, но это не мешает нам дружить семьями.— Султан Ибрагимов
Помимо тренерской и промоутерской работы Абачараев также успешно занимался административной деятельностью. Так, в период 2000—2004 годов он занимал должность вице-президента Федерации бокса России, кроме того, в 2002—2004 годах был членом исполнительного комитета и вице-президентом Международной ассоциации любительского бокса (АИБА).
Имеет высшее образование, в 2007 году окончил Российский государственный социальный университет.